# Зуева (Свердловская область)
Зуева — деревня в Слободо-Туринском районе Свердловской области России, входит в состав муниципального образования «Усть-Ницинское сельское поселение». 

## Географическое положение
Деревня Зуева муниципального образования «Слободо-Туринского района» Свердловской области расположена в 22 километрах (по автотрассе в 29 километрах) к югу от села Туринская Слобода, на левом берегу реки Межница (правый приток реки Ница), ниже устья реки Козловка (левый приток реки Межница). В деревне имеется пруд.

## История деревни
В настоящее время деревня входит в состав муниципального образования «Усть-Ницинское сельское поселение».

## Население
| 2002 | 2010 | 2021 |
| ---- | ---- | ---- |
| 152  | ↗155 | ↘96  |